# Günter Tams

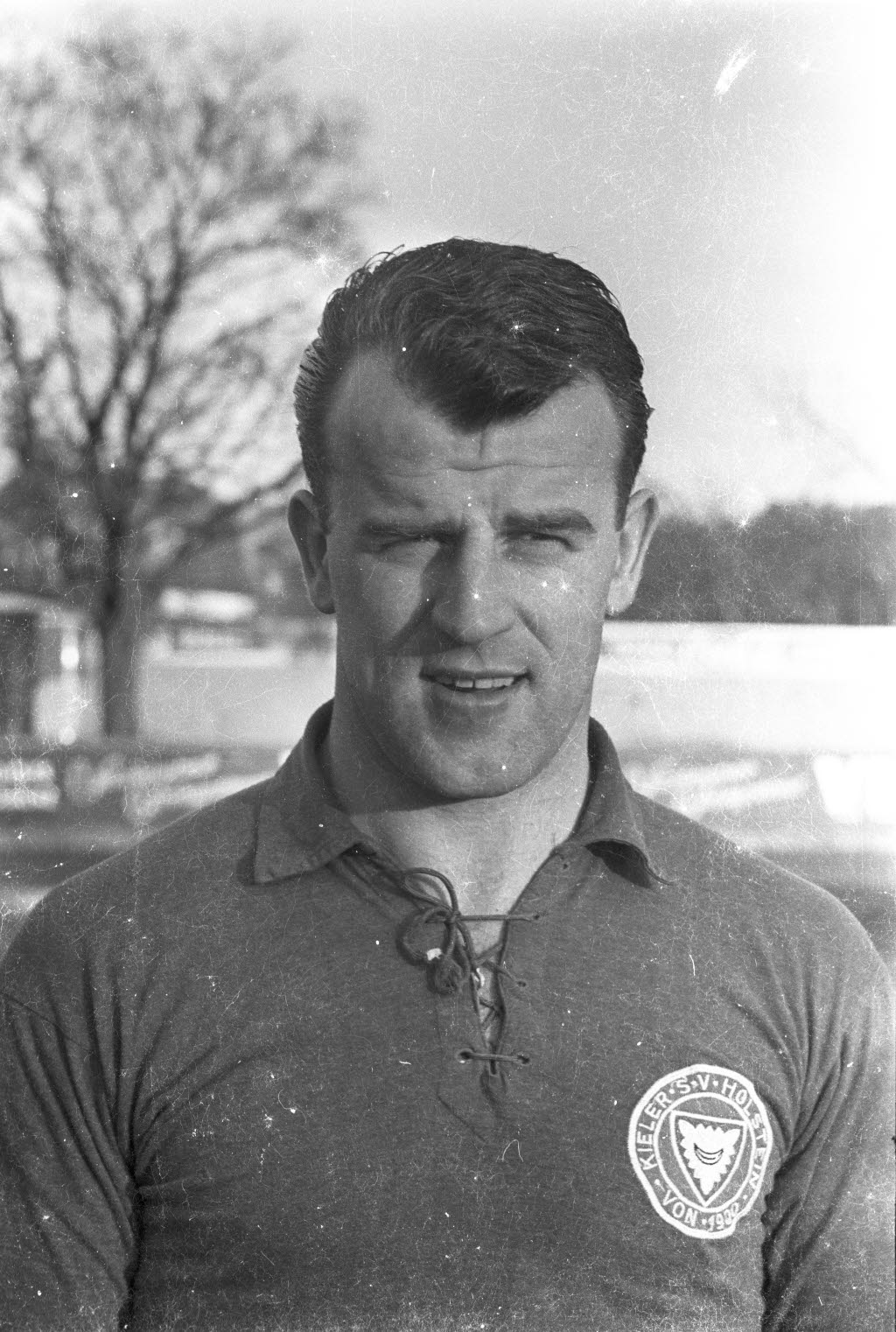
Günter Tams (1965)

Günter Tams (* 15. Dezember 1934), gerufen „Schopper“, ist ein ehemaliger deutscher Fußballspieler, der für die deutsche Fußballnationalmannschaft der Amateure fünf Länderspiele bestritten hat.

## Laufbahn

### Amateurspieler, bis 1960
Der vom VfB Nordmark Flensburg zu Flensburg 08 gekommene Günter Tams, spielte bis zur Runde 1959/60 bei den „Blau-Gelben“ vom Sportplatz „Am Sender“. Als die 08er in der Runde 1959/60 in der Amateurliga Schleswig-Holstein mit 34:26 Punkten den 7. Platz erreichten, wurde er vom DFB in die Amateurnationalmannschaft berufen. Der erste Einsatz war am 24. November 1959 beim Qualifikationsspiel für die Olympischen Spiele 1960 in Essen gegen Polen. DFB-Trainer Georg Gawliczek vertraute der Abwehr mit Torhüter Manfred Eglin, den Verteidigern Willi Gerdau und Werner Olk und der Läuferreihe mit Willi Schulz, Herbert Schäfer und dem Flensburger Debütant Tams. Gegen die A-Nationalmannschaft Polens verloren die DFB-Amateure mit 0:3 Toren. Bei seinem zweiten Einsatz am 5. März 1960 in London gegen England debütierte Gerhard Neuser im deutschen Angriff. Das Rückspiel am 18. April 1960 in Warschau gegen Polen brachte nach einer 1:3-Niederlage das endgültige Aus in der Olympiaqualifikation. Im Mai bestritt Tams noch zwei weitere Länderspiele mit der Amateurnationalmannschaft gegen Finnland und Frankreich. In den fünf Länderspieleinsätzen des Flensburgers trat die Läuferreihe immer in der gleichen Besetzung an:
Willi Schulz, Herbert Schäfer, Günter Tams.
Spielführer Herbert Schäfer verabschiedete sich mit seinem 24. Länderspiel am 26. Mai 1960 in Saarbrücken gegen Frankreich mit einem 6:2-Erfolg nach neun Jahren aus der Amateurnationalmannschaft und Günter Tams unterschrieb zur Runde 1960/61 mit 25 Jahren einen Vertrag bei Holstein Kiel für die Oberliga Nord.

### Oberliga und Regionalliga Nord, 1960 bis 1967
„Störche“-Trainer Helmuth Johannsen setzte den Neuzugang aus Flensburg sofort am Starttag der Runde 1960/61, bei dem 2:1-Heimerfolg der Kieler am 14. August 1960 gegen den VfL Osnabrück, als linker Läufer ein. Tams brachte es in den drei Runden bis 1963 auf 55 Spiele und drei Tore in der Oberliga Nord für Holstein Kiel. Ab der Runde 1963/64 bestritt Kiel die Verbandsspiele in der neuen Regionalliga Nord. Vom TSV Siems kam das Angriffstalent Gerd Saborowski und die Holstein-Elf belegte den fünften Rang. Als 30-Jähriger konnte Tams im zweiten Jahr in der Regionalliga Nord die überlegen herausgespielte Meisterschaft feiern. Mit Franz-Josef Hönig war ein weiterer Klassestürmer nach Kiel gekommen und belebte deutlich den Angriff um Gerd Koll, Manfred Podlich und Gerd Saborowski. Günter Tams bestritt alle sechs Spiele in der Aufstiegsrunde 1965 zur Fußball-Bundesliga. Gegner waren der SSV Reutlingen 05, Wormatia Worms und Borussia Mönchengladbach, die Mannschaft von Trainer Hennes Weisweiler. Herausragend war die Leistung der Holstein-Mannschaft zum 4:2-Heimsieg am 19. Juni 1965 gegen den Aufsteiger vom Bökelberg. Dabei kreuzten sich oftmals die Wege von „Schopper“ und Jupp Heynckes.
Als Titelverteidiger verfehlten Tams und seine Mannschaftskameraden 1966 – es waren Rainer Skrotzki und Uwe Witt noch zum Team gekommen – nur mit einem Punkt weniger den erneuten Einzug in die Aufstiegsrunde. St. Pauli wurde mit 44:20 Punkten Meister. Göttingen 05 und Kiel folgten punktgleich mit 43:21 Punkten auf den Plätzen und die Mannschaft von Günter Tams nahm durch das schlechtere Torverhältnis den undankbaren 3. Rang ein. Als Holstein in der Runde 1966/67 mit Trainer Rudolf Faßnacht erneut Rang drei belegte, gehörte der Senior nicht mehr der Stammelf an und beendete im Sommer 1967 seine Laufbahn als Vertragsspieler. Von 1963 bis 1967 bestritt Günter Tams in der Regionalliga Nord 67 Spiele und erzielte sechs Tore.